# Liste der Felsengräber von Amarna

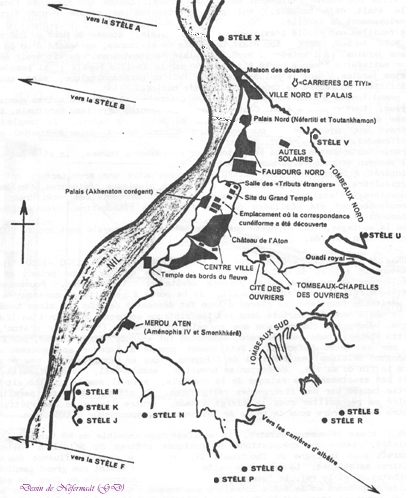
Karte von Amarna

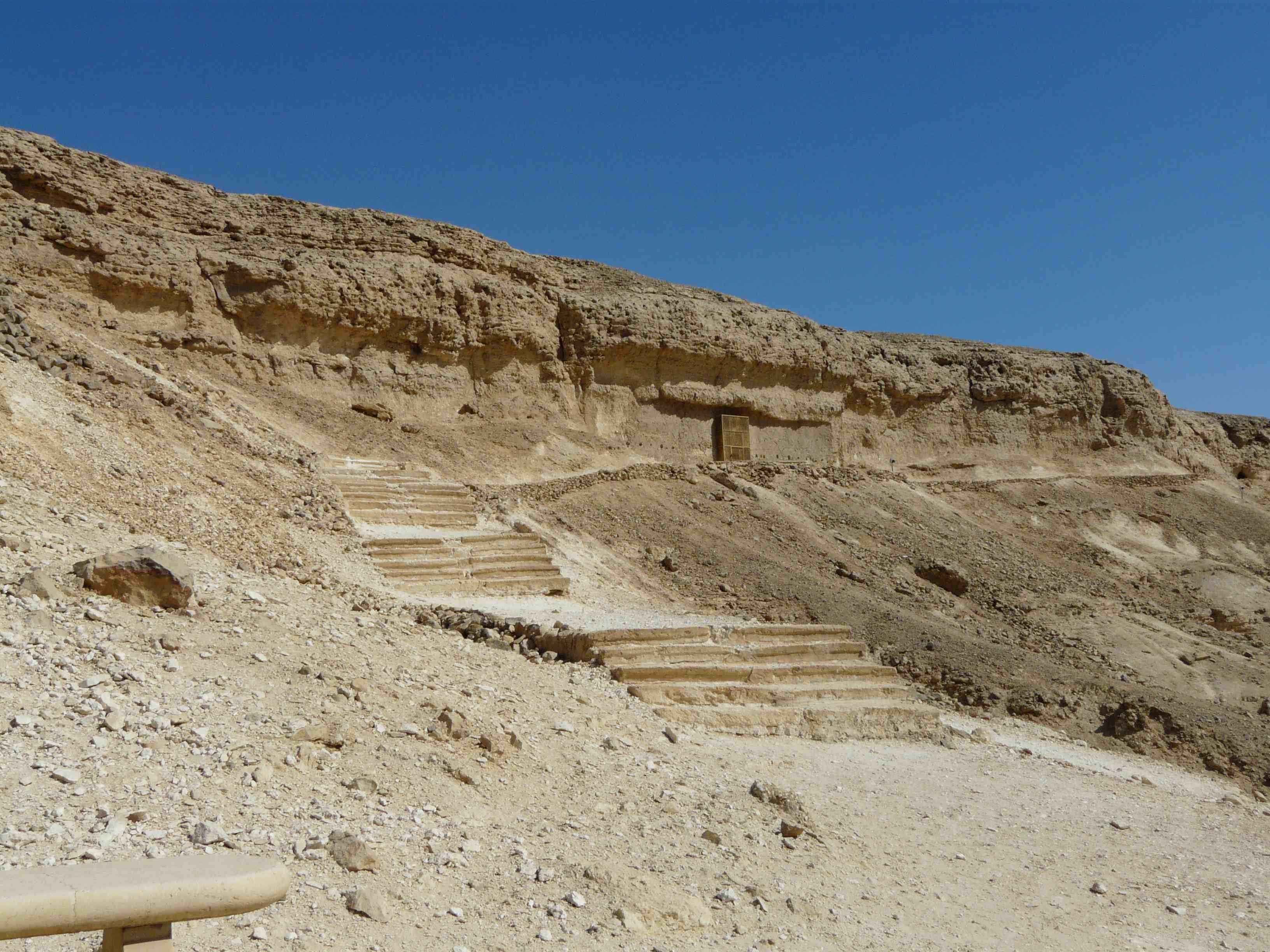
Nordgräber

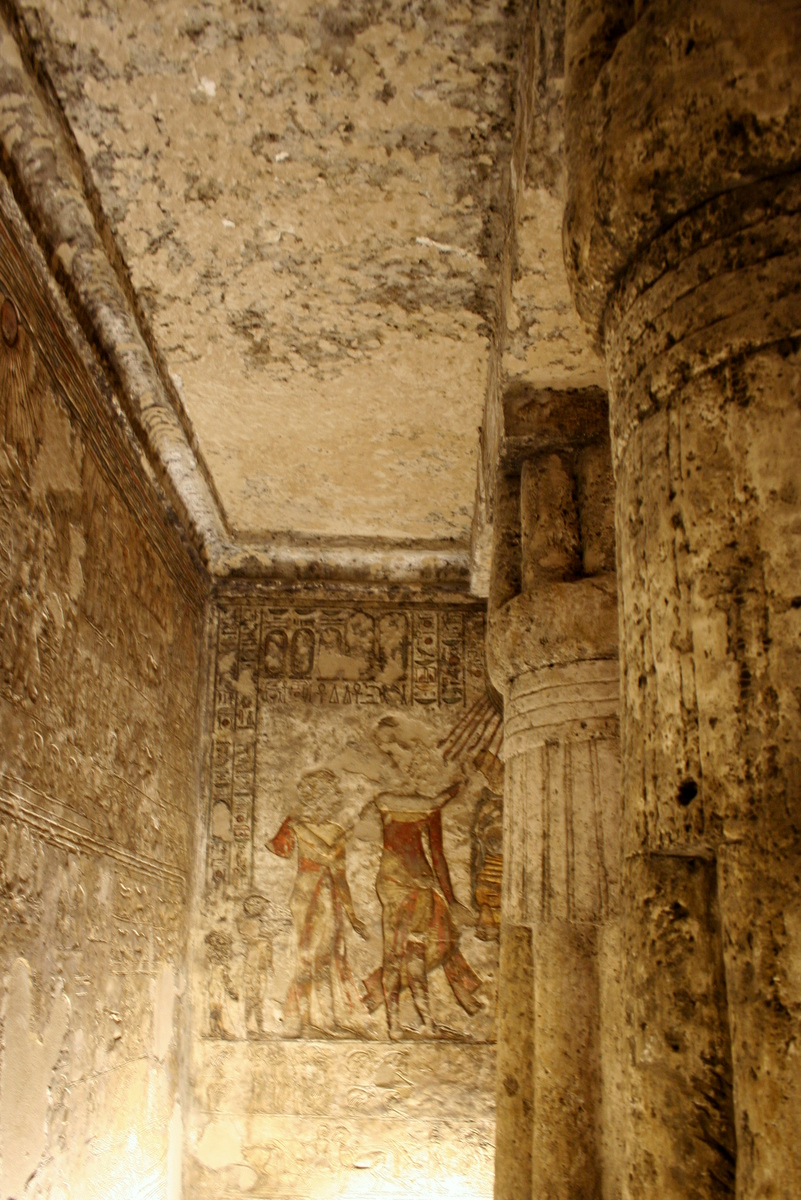
Grab Merire I.

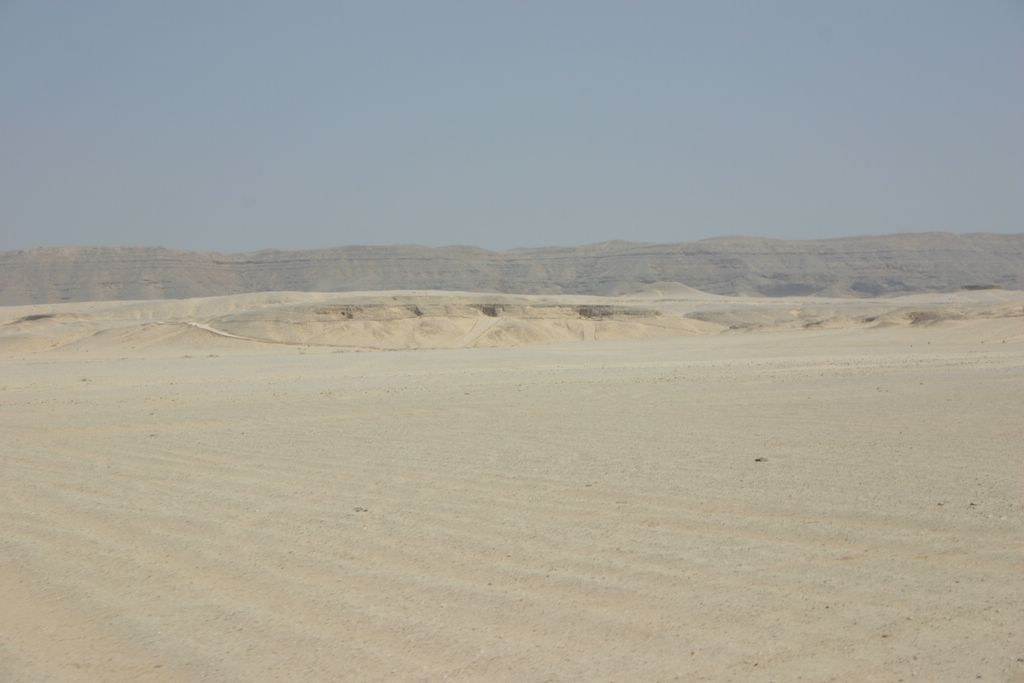
Blick auf die Südgräber

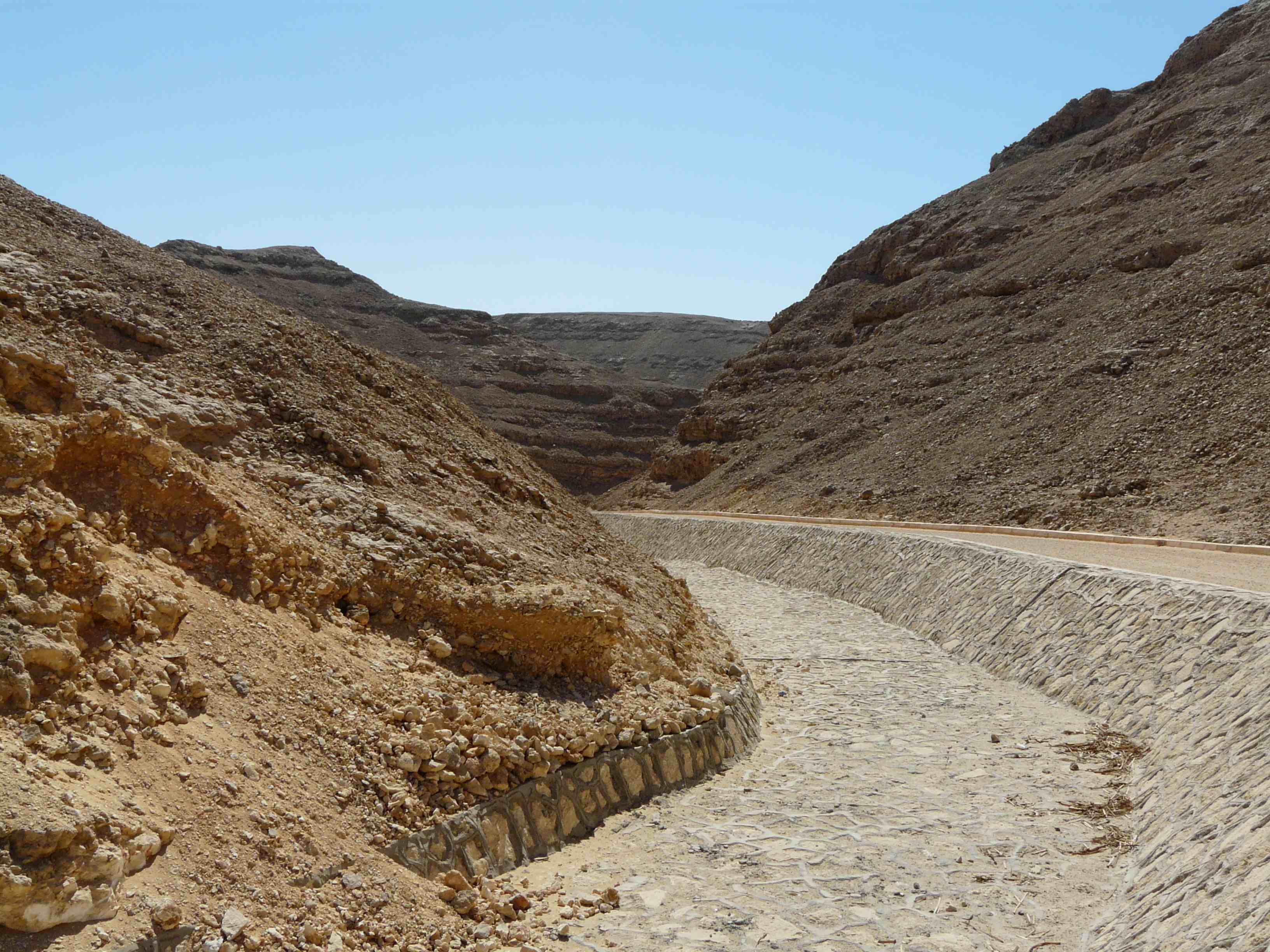
Königstal (Königswadi) von Amarna

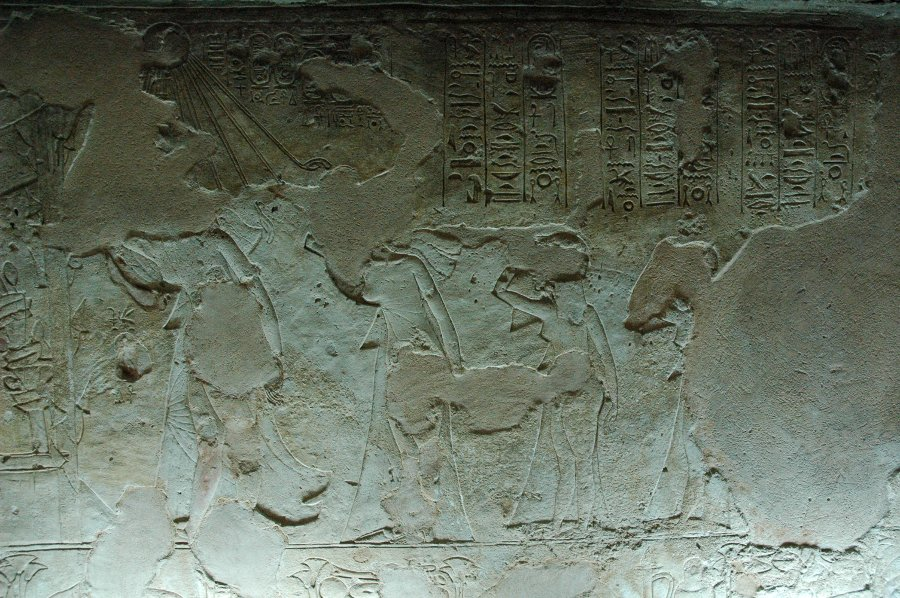
Grab des Echnaton

Die Felsengräber von Amarna liegen in den östlichen Bergen von Echnatons neu gegründeter, ehemaliger Hauptstadt Achet-Aton in Mittelägypten. Die Nekropole mit den sogenannten „Gräbern der Noblen“ (Privatgräber) teilt sich in folgende Bereiche: den Nord- und den Südfriedhof. Dazwischen liegt das „Königstal“ mit dem Königsgrab und weiteren vier Nebengräbern. Insgesamt wurden 30 Gräber gefunden. Das Akronym für die Gräber lautet TA und steht für Tomb Amarna, wie beispielsweise KV für King's Valley (Tal der Könige) oder TT für Theban Tomb (Thebanisches Grab) steht.
Die Gräber wurden von 1903 bis 1907 von Norman de Garis Davies untersucht und zeichnerisch dokumentiert. Seine Zeichnungen veröffentlichte er in dem sechsbändigen Werk The Rock tombs of El Amarna für den Egypt Exploration Fund.
Der Großteil der Grabanlagen wurde nie fertig gestellt, da mit dem Tod von König Echnaton Amarna verlassen wurde. Die Grabbesitzer, die in den folgenden Jahren ihre Karriere fortsetzten, ließen sich woanders ein neues Grab errichten.

## Nordfriedhof
| Grab-Nr.      | Grabinhaber | Titel/Funktion | Anmerkungen |
| ------------- | ----------- | --- | ----------- |
| Amarna Grab 1 | Huja        | Aufseher des königlichen Harem; Aufseher im Doppelschatzhaus der Großen königlichen Gemahlin Teje                                  |             |
| Amarna Grab 2 | Merire II.  | Königlicher Schreiber; Schatzhausvorsteher                                                                                         |             |
| Amarna Grab 3 | Ahmose      | Wirklicher königlicher Schreiber; Fächerträger zur Rechten des Königs; Aufseher im Harem der Großen königlichen Gemahlin Nofretete |             |
| Amarna Grab 4 | Merire I.   | Größter der Schauenden des Aton im Haus des Re; Fächerträger zur Rechten des Königs                                                |             |
| Amarna Grab 5 | Pentu       | Königlicher Schreiber, Oberarzt, Oberster Diener des Aton im Haus des Aton in Achet-Aton                                           |             |
| Amarna Grab 6 | Panehesi    | Erster Diener des Aton in Achet-Aton; Zweiter Prophet des Herren der beiden Länder, Nefer-cheperu-Re-wa-en-Re (Echnaton)           |             |

## Südfriedhof
| Grab-Nr.       | Grabinhaber             | Titel/Funktion                                                            | Anmerkungen                                     |
| -------------- | ----------------------- | ------------------------------------------------------------------------- | ----------------------------------------------- |
| Amarna Grab 7  | Parennefer              | Königlicher Mundschenk mit reinen Händen                                  |                                                 |
| Amarna Grab 8  | Tutu                    | Kammerherr                                                                |                                                 |
| Amarna Grab 9  | Mahu                    | Chef der Polizei in Achet-Aton                                            |                                                 |
| Amarna Grab 10 | Ipi                     | Königlicher Schreiber; Domänenverwalter                                   |                                                 |
| Amarna Grab 11 | Ramose                  | Königlicher Schreiber; General des Herren der beiden Länder               |                                                 |
| Amarna Grab 12 | Nachtpaaton             | Wesir                                                                     |                                                 |
| Amarna Grab 13 | Nefercheperuhersecheper | Bürgermeister von Achet-Aton                                              |                                                 |
| Amarna Grab 14 | Maya                    | General des Herren der beiden Länder; Vorsteher aller Arbeiten des Königs |                                                 |
| Amarna Grab 15 | Suti                    | Standartenträger der Leibwache des Königs                                 |                                                 |
| Amarna Grab 19 | Sutau                   | Schatzhausvorsteher                                                       |                                                 |
| Amarna Grab 23 | Any                     | Schreiber der Opfer des Herren der beiden Länder                          |                                                 |
| Amarna Grab 24 | Paatenemhab             | General des Herrn der beiden Länder                                       | möglicherweise identisch mit Haremhab           |
| Amarna Grab 25 | Eje                     | Gottesvater; Fächerträger zur Rechten des Königs                          | einzig erhaltene Version des großen Aton-Hymnus |

## Königstal
| Grab-Nr.       | Grabinhaber    | Titel/Funktion | Anmerkungen                                                                                |
| -------------- | -------------- | -------------- | ------------------------------------------------------------------------------------------ |
| Amarna Grab 26 | Echnaton       | König (Pharao) | Königsgrab; 1881/82 von Einheimischen entdeckt und 1891 von Alessandro Barsanti untersucht |
| Amarna Grab 27 | unbekannt      |                | königlicher Grabtyp                                                                        |
| Amarna Grab 28 | Mnevis-Stier?  |                | Typus eines Privatgrabes; drei Kammern                                                     |
| Amarna Grab 29 | Neferneferure? | Prinzessin     | königlicher Grabtyp                                                                        |
| Amarna Grab 30 | unbekannt      |                | Privatgrab; klein und unvollendet                                                          |